# ディープ (企業)
株式会社ディープは、インターネット関連事業を手掛ける企業である。主に不動産会社を専門に、ホームページ制作等のサービスを提供している。
本社は東京都江東区に所在する。代表取締役社長は、松本宣春。

## 沿革
- 1999年10月 - 横浜市港北区に不動産会社専門ホームページ制作会社である有限会社スープキチン設立
- 2000年4月 - 株式会社リクルートと取引開始
- 2000年8月 - 積和不動産株式会社と提携開始
- 2001年12月 - 事業拡大につき、事業所を東京都港区へ移転
- 2002年6月 - 不動産賃貸業者向け物件検索ASP「データハンドラー」開発
- 2003年11月 - 株式会社ディープに社名および組織変更
- 2004年4月 - 財団法人日本賃貸住宅管理協会に加盟

## 主要取引先
- 積和不動産株式会社
- 住友林業レジデンシャル株式会社
- 株式会社ハウスメイトショップ
- 株式会社ハウスメイトパートナーズ
- 株式会社リクルート